# Aaron (évêque)
Pour les articles homonymes, voir Aaron, Aron et Haron.
 (septembre 2008).
Si vous disposez d'ouvrages ou d'articles de référence ou si vous connaissez des sites web de qualité traitant du thème abordé ici, merci de compléter l'article en donnant les références utiles à sa vérifiabilité et en les liant à la section « Notes et références ».
Aaron (?-1059), appelé aussi Aron ou Haron, est évêque de Cracovie de 1046 à 1059.
Aron était probablement un bénédictin de Cluny. Il arrive en Pologne sans doute en provenance de Cologne dont l’archevêque est l’oncle de Casimir Ier le Restaurateur. En 1044, il devient le premier abbé du monastère des Bénédictins de Tyniec qui vient d’être fondé par Casimir.
En 1046, il est nommé évêque de Cracovie. En 1049, le pape lui offre un  pallium d’archevêque. Les historiens ne savent pas si ce pallium lui est attribué à titre honorifique ou si l’évêché de Cracovie est élevé au rang d’archevêché. Il est très probable que la seconde hypothèse soit la plus crédible. À l’époque, Gniezno venant d’être détruite par les Tchèques, il est possible que Cracovie soit devenue momentanément la capitale de l’Église polonaise et son évêque élevé à la dignité d’archevêque. Que les successeurs d’Aron ne recevront plus ce titre prestigieux (Gniezno retrouvera un archevêque en 1075) plaide en faveur de la première hypothèse. Certains historiens avancent une troisième hypothèse séduisante : Aaron aurait été nommé archevêque par l’antipape Benoît X.
Tout au long de son ministère, Aaron collabore avec Casimir Ier le Restaurateur à la reconstruction d’un pays stable. Dans son diocèse, il s’efforce d’organiser l’Église. Il introduit aussi la règle dite clunisienne en Pologne. On lui attribue également la fondation de la bibliothèque du Chapitre de Cracovie.